# 小池栄子
小池 栄子（こいけ えいこ、1980年11月20日 - ）は、日本の俳優、タレント、元グラビアアイドル。本名、坂田 栄子（さかた えいこ） 、旧姓は小池。東京都世田谷区下北沢出身。夫は元プロレスラーの坂田亘。
イープロダクション所属。かつて、イエローキャブ（旧社）の系列会社だったサンズ（後のサンズエンタテインメント）に所属していたが、2004年11月に両社の社長だった野田義治がイエローキャブを辞任したことをきっかけとして、親会社のイエローキャブへ移籍。2015年2月、所属していたイエローキャブの倒産に伴い独立し、個人事務所イープロダクションを設立。

## 人物像

### デビューまで
小池の幼少期、実家はレジャーランドも経営していた祖父が創業したパチンコ店を営んでいた。奇抜なものを好んでいた祖父の趣味で床板に透ける建材を使用し、ワニを飼っていたという。パチンコ店は後にゲームセンターに変わっている。
世田谷区立代沢小学校、和洋九段女子中学校・高等学校卒業。和洋九段女子へ進学した理由として、中学受験前の学校説明会などで創作ダンス部の実演に魅了されたからという。実際に小池は中学1年生から高校3年生まで同部に所属し、部活動に精進していたといい、今でもダンスは特技の一つである。『ウッチャンナンチャンのウリナリ!!』の企画「芸能人社交ダンス部」ではダンスの実力を遺憾なく発揮、ゴルゴ松本とのコンビでは1級に加え、国内タイトルも獲得した。2005年にイギリスで開かれたブラックプールダンスフェスティバル（全英オープン大会）に出場する快挙も成し遂げた。
15歳のとき「バスト93センチGカップ女子高生」として、雑誌「ホットドッグ・プレス」（1996年9月10日号）及びテレビ番組『1億人の大質問!?笑ってコラえて!』（同年8月28日放送分）に出たことがある。また芸能界デビュー前にカットモデルをしていたことがあるが、今まで生きてきた中で、アルバイトはその5時間しか経験したことがないという。実家が裕福であったために小遣いに不自由したことも無く、学校に通学する際にもタクシーを利用していたことが度々あったほど。「アルバイトをする理由もなかったし、その分を遊ぶ時間に充てたかったから」とも語っている。
最初は保育士志望だったが、イエローキャブ社長の野田義治にスカウトされ、芸能界入りを果たす。当初は俳優を目指して芸能界入りしたが、最初のドラマ出演後のオーディションで「そんなに太っていたら映像では使えない」と言われ、なかなか次の仕事が決まらなかった。そこへ「写真なら角度などで誤魔化せるから」とグラビアの仕事が舞い込む。「スカウト時に水着はやらない条件（自分のスタイルに自信が無かった）で芸能界入りしたのに……」と思いつつ渋々グラビアを始めた（この頃について後年「事務所に騙された」とコメントしている）が、「胸が大きいのはコンプレックスだけど、これを売りにすれば良いのでは」と考えを改め、それ以降は積極的にグラビアに取り組むようになる。
ブレイク後も長らくグラビアを続けて、本人もグラビアの仕事は嫌いではなく「求められる限り続けたい」と常々語っていたが、イエローキャブ分裂を機にグラビアからは事実上引退し、俳優活動に比重を移している。
左利きであるが始球式の投球は右投げ。

### 91cmのFカップネタ
デビュー当時のキャッチフレーズは「宇宙一のメロンパイ」。
「胸の手術を受けたのでは」と雑誌に掲載され、これに小池側が激怒し、裁判沙汰になったことがある（その後、掲載者に不利な証言が多数得られたため、地裁判決直前に掲載者が謝罪して和解）。またこの間に、テレビに出演する女性の肖像権を管理すべきと発言し、2004年の「肖像権を守る会」設立に全面協力し、CMやポスターでモーニング娘。らと共演した。当時の所属事務所の社長であった野田義治は「X線写真を撮ってでも偽パイ疑惑を晴らしたい」と言った上で、実際に『アッコにおまかせ!』の中でX線写真を撮ったことがある。その結果、豊胸ではない（少なくともシリコンバック挿入による豊胸ではない）ことが証明された。ただ、胸が平均値より垂れていることが判明しショックを受けていた。

### 夫と格闘技
プロレスラーの坂田亘とは5年に渡る交際の末、2007年8月29日に婚姻届を提出。この直後フジテレビ『メントレG』にゲスト出演し、小池本人の持ち込み企画という形で、結婚に至るまでの交際エピソードなどを紹介する内容の番組収録（2007年9月2日に放映）が行われた。2008年7月24日に結婚披露宴を行った。坂田が気に入ったという細身なデザインのウエディングドレスを着こなすため、小池は坂田のサポートのもと、ダイエットに励んだという。
総合格闘技イベント「PRIDE」でフジテレビ地上波放送のメインキャスターを2002年から務めた。同じく格闘技イベント「ハッスル」（2007年11月25日、横浜アリーナ）にもゲスト出演。高田総統の化身とも言われる最凶戦士ザ・エスペランサーに対し、夫と共に参戦。夫の危機に際して「小池栄子似の天使」として登場し、エスペランサーの破壊ビームを跳ね返すなど活躍。夫の勝利をアシストした。
2007年まで自動車運転免許を持っていなかったが、「2007年中に取る」と宣言、無事に免許を取得した。

### 交友関係など
矢沢心とは高校時代にドラマ『ナオミ』で共演して以来の友人。小池の著書『小池の胸のうち がんばるの、やめてみます』では無二の親友と記しているほどの仲である。元親友のMEGUMIとは、前掲書によれば、お酒を呑みながら悩みを相談し合う間柄だという。顔に関しては、島田紳助から新幹線やウミガメに似ていると言われたり（“癒し系”ならぬ“威圧系”の顔とも言われる）、木村拓哉からは「ミートくん（漫画『キン肉マン』に登場するキャラクター）似」、石橋貴明からは「悪いウルトラマン」などと言われた。『オレたちやってま〜す』や『ワンナイR&R』で共演した宮迫博之とは仲が良く、宮迫は小池について「人見知りが演技にも出るほど」と語っている。紳助や村上龍、松本人志は小池のことを「頭の回転が早く、気が利く女性．番組に居てくれると安心する」と高く評価している。実際、ビジネス界の実力者が数多く出演する『日経スペシャル カンブリア宮殿』というビジネス番組では村上龍と共にレギュラー出演しており、インタビュアーとしての機転の利いた受け答えを見ることが出来る。
CHAGE and ASKAのASKAの大ファンである。2005年11月に自身のラジオ番組にASKAがゲスト出演した時はとても感激し、放送終了後もしばらくスタジオ内で余韻を味わっていたという。またその際に番組内で、2004年8月に行われたCHAGE and ASKAの「熱風コンサート」に観客として客席にいたことを明かした。ASKAは「全然分からなかった」と驚いていた。
歌手のBoAの大ファンでもある。
関西テレビ深夜のアイドル番組「BAT.corp」にテコ入れ要員として2000年夏、期間限定出演。番組企画のひとつとしてスパワールド「スパプー」CMにフロントメンバーとして出演した。ワンナイのコント「ごくせん」のパロディ「Sせん」において女王様キャラを演じていた。
サザンオールスターズ2003年復帰第一弾のシングル『涙の海で抱かれたい 〜SEA OF LOVE〜』のPVに出演。桑田佳祐が是非出演して欲しいと依頼したことで実現。テレビCMでも小池の水着姿がクローズアップされ「大きなオッパイ」と桑田が発言している。なお、小池は前年2002年の『別冊カドカワ　独占！桑田佳祐』に「桑田さんのPVに出るのが夢」とメッセージを寄せていた。また、2024年7月より放送のフジテレビ系ドラマ『新宿野戦病院』の主題歌『恋のブギウギナイト』のMVにドラマ内で演じる役のまま出演している。

## 出演

### テレビ

#### バラエティ・教養・ミニ番組ほか
- BAT Corp.（2000年、関西テレビ）
- 水10!ワンナイR&R（フジテレビ）
- さとこいめぐさん（日本テレビ）
- 速報!歌の大辞テン（日本テレビ） - 不定期出演
- ブーケをねらえ!（TBS）
- ジャングルTV 〜タモリの法則〜（2002年4月 - 9月17日、毎日放送） - レギュラー
- グラビアの美少女（MONDO21）
- 世界ウルルン滞在記（毎日放送） - パネリストとして準レギュラー。また、2002年[14]、2008年にはレポーターとしてタイを訪れている。
- 爆笑問題の検索ちゃん（テレビ朝日） - 司会
- 日経スペシャル カンブリア宮殿〜村上龍の経済トークライブ〜（テレビ東京） - サブインタビュアー
- 快感MAP（テレビ朝日）
- ネクスト世界の人気番組（NHK-BS2）
- ネクスト・スペシャル・小池栄子の世界トンガリTV（2008年12月22日、NHK総合）
- テスト・ザ・ネイション 全国一斉IQテスト（2003年 - 、テレビ朝日） - 年1回放送、司会[28]
- 史上最強のメガヒットカラオケBEST100 完璧に歌って1000万円!!（テレビ朝日） - 出演者→司会
- ウッチャンナンチャンのウリナリ!!（日本テレビ） - 現在不定期放送
- アッコにおまかせ!（TBS） - 不定期出演
- M-1グランプリ2003・2005・2007（テレビ朝日） - 今田耕司と共に司会を担当
- ルノワール“父と子が愛した女性”愛人から女優へ…天才2人を惑わせ芸術の歴史を変えた謎の女（2008年2月11日、日本テレビ）
- テレビで中国語（2008年3月 - 2009年3月、NHK教育） - レギュラー（生徒役）
- NHK地球エコ2008・MOTTAINAI（NHK総合・NHK-BS2） - 不定期出演
- "秋"つながる心「60歳のラブレター」（2008年11月5日、NHK総合） - 司会
- エチカの鏡（2009年1月18日、フジテレビ） - ナビゲーター
- わたしが子どもだったころ（2009年1月18日、NHK総合）
- あなたが主役 50ボイス（2009年4月 - 2011年9月、NHK総合） - 春風亭昇太 と共に司会
- 課外授業 ようこそ先輩 「力を合わせて命を救う〜ハイパーレスキュー隊部隊長 瀬戸清」（2009年9月6日、NHK総合） - ナレーション
- Q 〜わたしの思考探究〜（2011年1月8日 - 3月、NHK教育） - 上田紀行と共に司会
- クレイジージャーニー（2015年1月2日 - 2019年9月4日、2022年10月 - 、TBS） - 松本人志、設楽統と共に司会
- 芸能人が本気で考えた!ドッキリGP（2018年11月10日 - 、フジテレビ） - 東野幸治と共に司会[29]
- 東京23区ハマる女たち（2018年12月14日、テレビ朝日） - 渡辺直美と共に司会[30]
- 第72回NHK紅白歌合戦（2021年12月31日、NHK総合・ラジオ第1） - 会場：東京国際フォーラムにてゲスト審査員[31]
- あさイチ「プレミアムトーク　小池栄子さん」（2022年3月11日、NHK総合）
- NHKスペシャル「命をつなぐ生きものたち」（2022年8月21日 - 9月4日、NHK総合） - 大泉洋と共にナビゲーター[32]

#### テレビドラマ
- 踊る大捜査線 第5話（1997年、フジテレビ）
- 美少女H（1998年、フジテレビ）
  - 美少女H2（1998年）
  - 美少女H3（1999年）
- ナオミ（1999年、フジテレビ） - 斎藤亜矢子 役
- 青い鳥症候群（1999年、テレビ朝日）
- TEAM 第10話・最終話（フジテレビ、1999年）
- サトラレ（2002年、テレビ朝日） - 川上めぐみ 役
- 時空警察捜査一課（2002年 - 、日本テレビ） - 風間裕子巡査 役
- リモート 第5話（2002年、日本テレビ） - 遠藤京花 役
- 連続テレビ小説（NHK総合）
  - こころ（2003年） - 山本投網子 役
  - 瞳（2008年） - 斉藤美紀恵 役
  - マッサン（2015年） - 森野ハナ 役[33]
- あなたの人生お運びします!（2003年、TBS） - 山田愛子 役
- ライオン先生（2003年、読売テレビ） - 守屋千夏役
- ドールハウス（2004年、TBS） - 夏希 役
- 寸劇刑事（2004年フジテレビ、金曜エンタテイメント） - 加々美夏生 役
- 巷説百物語 狐者異（2005年、WOWOW） - 山猫廻しのおぎん 役
- 大河ドラマ（NHK総合）
  - 義経（2005年） - 巴 役
  - 鎌倉殿の13人（2022年） - 北条政子 役[34]
- 離婚弁護士II〜ハンサムウーマン〜 第3話（2005年、フジテレビ） - 北山千春 役
- 大奥〜華の乱〜（2005年、フジテレビ） - お伝の方（瑞春院） 役
- おいしいプロポーズ（2006年、TBS） - 柏木マキ 役
- 嫌われ松子の一生（2006年、TBS） - 沢村めぐみ 役
- 山おんな壁おんな（2007年、フジテレビ） - 大山遙 役
- 歌姫（2007年、TBS） - 及川美和子 役
- キイナ〜不可能犯罪捜査官〜（2009年、日本テレビ） - 遠藤桜 役
- スマイル（2009年、TBS） - 町村しおり 役
- 宿命 1969-2010 -ワンス・アポン・ア・タイム・イン・東京- （2010年、朝日放送） - 笹山宣子 役
- GM〜踊れドクター（2010年、TBS） - 町谷玲奈 役
- 終戦ドラマSP 歸國（2010年、TBS） - あけび 役
- 熱中時代（2011年、日本テレビ） - 瀬口真里 役
- 勇者ヨシヒコと魔王の城 第4話（2011年7月、テレビ東京） - 天女 役
- 宮部みゆきスペシャル 魔術はささやく（2011年、フジテレビ） - 菅野雪美 役
- 贖罪 第2話「PTA臨時総会」（2012年、WOWOW） - 篠原真紀 役
- スペシャルドラマ 明日をあきらめない…がれきの中の新聞社〜河北新報のいちばん長い日〜（2012年3月4日、テレビ東京） - 丹野綾子 役
- リーガル・ハイ（2012年4月 - 6月、フジテレビ） - 沢地君江 役
  - リーガル・ハイ スペシャル（2013年4月13日）
  - リーガルハイ（シーズン2）（2013年10月 - 12月）
  - リーガルハイ・スペシャル（2014年11月22日）
- サマーレスキュー〜天空の診療所〜（2012年、TBS） - 平原あかり 役
- TOKUNOSHIMAエアポート（2012年、フジテレビTWO） - 主演・小林淳子 役
- ラストホープ（2013年、フジテレビ） - 荻原雪代 役
- 月曜ゴールデン 捜査指揮官 水城さやシリーズ（2013年 - 2015年、TBS） - 主演・水城さや 役[35]
- 幸せになる3つの買い物「ウェディングドレスを買った女」（2013年6月25日、関西テレビ） - 主演・加納晴美 役
- 金曜プレステージスペシャルドラマ 鬼女（2013年6月28日、フジテレビ） - 飯塚緑 役
- スターマン・この星の恋（2013年、関西テレビ） - 須多節 役
- 30分だけの愛（2014年1月2日、読売テレビ） - 主演・亀山愛 役
- 花咲くあした（2014年、NHK BSプレミアム） - 主演・花咲朝 役
- 松本清張 黒い福音〜国際線スチュワーデス殺人事件〜（2014年1月19日、テレビ朝日） - 藤沢陽子 役
- テレビ未来遺産 ORANGE 〜1.17 命懸けで闘った消防士の魂の物語〜（2015年1月19日、TBS） - 山倉亜紀 役
- 新ナニワ金融道（2015年1月24日、フジテレビ） - 小骨典子 役
- 5人のジュンコ（2015年11月 - 12月、WOWOW） - 佐竹純子 役[36]
- 松本清張ドラマスペシャル 黒い樹海（2016年3月13日、テレビ朝日） - 笠原信子 役[37]
- 世界一難しい恋（2016年4月 - 6月、日本テレビ） - 村沖舞子 役[38][39]
- 水曜ミステリー9特別企画 鎖 女刑事 音道貴子（2016年7月6日、テレビ東京） - 主演・音道貴子 役[40]
- 冬芽の人（2017年4月5日、テレビ東京） - 植田敦美 役
- 母になる（2017年4月 - 6月、日本テレビ） - 門倉麻子 役[41]
- 下北沢ダイハード（2017年7月 - 9月、テレビ東京） - ママ（案内人） 役
- 恋する香港（2017年10月、毎日放送） - 主演・井本真樹 役
- ヘッドハンター（2018年4月 - 6月、テレビ東京） - 赤城響子 役[42]
- ゼロ 一獲千金ゲーム（2018年7月 - 9月、日本テレビ） - 後藤峰子 役[43]
- わたし旦那をシェアしてた（2019年7月 - 9月、読売テレビ・日本テレビ） - 森下晴美 役
- リーガル・ハート 〜いのちの再建弁護士〜（2019年7月 - 9月 、テレビ東京） - 永井茜 役[44]
- 俺の話は長い（2019年10月 - 12月、日本テレビ） - 秋葉綾子 役[45]
  - 俺の話は長い 〜2025・春〜（2025年3月30日・4月6日、日本テレビ）[46]
- 美食探偵 明智五郎（2020年4月 - 6月、日本テレビ） - マグダラのマリア 役[47][48]
- 姉ちゃんの恋人（2020年10月 - 12月、関西テレビ・フジテレビ） - 市原日南子 役[49]
- 竹内涼真の撮休 第1話（2020年11月、WOWOWプライム） - 薫 役[50][51]
- 和田家の男たち（2021年10月 - 12月、テレビ朝日） - 和田りえ 役
- 競争の番人（2022年7月11日 - 9月19日、フジテレビ） - 桃園千代子 役[52]
- お笑いインスパイアドラマ ラフな生活のススメ（2023年7月4日 - 9月19日、NHK総合） -  主演・福池恵美 役[注 1][53]
- コタツがない家（2023年10月18日 - 12月20日、日本テレビ） - 主演・深堀万里江 役[54][55]
- ブルーモーメント 最終話（2024年6月26日、フジテレビ） - 声の出演[56]
- 新宿野戦病院（2024年7月3日 - 9月11日、フジテレビ） - 主演・ヨウコ・ニシ・フリーマン 役（仲野太賀とダブル主演）[57][58]
- おい、太宰（2025年6月29日 - 、WOWOW） - 矢部トミ子 役[59]

### 映画
- 小池栄子inドリフト・ウォーズ（激走!ドリフトウォーズ）（1999年、上山勝彦） - 主演・瞳 役
- man-hole（2001年、鈴井貴之） - 多佳子 役
- BOM!（2002年、鹿島勤） - 桃子（モモコ）不良コギャル 役
- サムライガール21（2002年、及川中） - 主演・真琴 役
- 模倣犯（2002年、森田芳光） - 岸田明美 役
- 恋愛寫眞（2003年、堤幸彦） - アヤ 役
- 2LDK（2003年、堤幸彦） - 希美 役
- 犬猫（2004年、井口奈己） - アベチャン 役
- 下妻物語（2004年、中島哲也） - 亜樹美 役
- 真夜中の弥次さん喜多さん（2005年、宮藤官九郎） - お初 役
- 男はソレを我慢できない（2006年、信藤三雄） - 服部ちえり（チェリー） 役
- 接吻（2008年3月、万田邦敏） - ヒロイン・遠藤京子 役
- パコと魔法の絵本（2008年、中島哲也） - 雅美 役
- 20世紀少年 <第2章> 最後の希望（2009年、堤幸彦） - 高須 役
  - 20世紀少年 <最終章> ぼくらの旗（2009年、堤幸彦） - 高須 役
- わたし出すわ（2009年、森田芳光） - 平場さくら 役
- パーマネント野ばら（2010年、吉田大八） - みっちゃん 役
- 人の砂漠（2010年、長谷部大輔） - 篠原いちこ 役
- 人間失格（2010年、荒戸源次郎） - 静子 役
- 乱暴と待機（2010年、冨永昌敬） - 番上あずさ 役[60]
- 八日目の蟬（2011年、成島出） - 安藤千草 役
- RAILWAYS 愛を伝えられない大人たちへ（2011年、蔵方政俊） - 片山麻衣 役
- LIAR GAME -再生-（2012年、松山博昭） - 月乃エミ 役
- ペンギン夫婦の作りかた（2012年、平林克理） - 主演・松田歩美 役
- 北のカナリアたち（2012年、阪本順治） - 藤本七重 役
- グッモーエビアン!（2012年、山本透） - 小川先生 役
- 草原の椅子（2013年、成島出） - 多川祐未 役
- 許されざる者（2013年、李相日） - お梶 役
- ふしぎな岬の物語（2014年、成島出） - 柴本恵利 役
- エイプリルフールズ（2015年、石川淳一） - パンクの女 役
- 人生の約束（2016年、石橋冠） - 藤岡小百合 役[61]
- テラフォーマーズ （2016年、三池崇史） - 大張美奈 役[62]
- 彼らが本気で編むときは、（2017年、荻上直子） - ナオミ 役[63]
- ちょっと今から仕事やめてくる（2017年、成島出） - 大場玲子 役 [64]
- パーフェクト・レボリューション（2017年、松本准平） - 恵理 役
- 空飛ぶタイヤ（2018年、本木克英） - 榎本優子 役[65]
- SUNNY 強い気持ち・強い愛（2018年、大根仁） - 裕子 役[66]
- 性別が、ない! インターセックス漫画家のクィアな日々（2018年、渡辺正悟） - ナレーション
- 記憶にございません!（2019年、三谷幸喜） - 番場のぞみ 役[67]
- グッドバイ〜嘘からはじまる人生喜劇〜（2019年、成島出） - 永井キヌ子 役[68]
- 地獄の花園（2021年、ワーナー・ブラザーズ映画） - 鬼丸麗奈 役[69]
- いのちの停車場（2021年、成島出） - 寺田智恵子 役
- 私はいったい、何と闘っているのか（2021年、李闘士男）[70]
- 三谷幸喜『おい、太宰』劇場版（2025年、三谷幸喜） - 矢部トミ子 役[71]

### 舞台
- BOYS BE…ALIVE TRY AGAIN（2000年4月、博品館劇場）日替わりゲスト
- ライアーガール（2002年）
- 森は生きている（2003年7月30日 - 8月3日、アートスフィア） - 主演[72]
- Wブッキング（2003年）
- ドライブ イン カリフォルニア（2004年）
- TAPE（2004年）
- ヨイショ!の神様（2006年、新橋演舞場）
- シャープさんフラットさん（2008年9 - 10月・ナイロン100℃公演・下北沢本多劇場）
- バンデラスと憂鬱な珈琲（2009年、世田谷パブリックシアター）[73]
- 甘え（2010年5 - 6月・劇団、本谷有希子公演・青山円形劇場）
- ペテン・ザ・ペテン（2011年2月、新橋演舞場）
- 髑髏城の七人（大阪 2011年8月7日 - 24日、東京 9月5日 - 10月10日）
- 宮沢賢治が伝えること（2012年5月11日・12日・26日、世田谷パブリックシアター）[74]
- LOVE LETTERS 2012 22nd Anniversary（2012年9月25日、PARCO劇場）
- 今ひとたびの修羅 -尾崎士郎作「人生劇場」より-（2013年4月、新国立劇場中劇場）[75]
- それからのブンとフン（2013年、KAAT神奈川芸術劇場・天王洲銀河劇場・シアターBRAVA!）
- 万獣こわい（2014年、パルコ劇場 他 松本 新潟 名古屋 大阪 札幌 仙台 福岡 沖縄）
- ラストフラワーズ（2014年、赤坂ACTシアター・シアターBRAVA!）
- CBGK Premium Stage リーディングドラマ『Re:』～Session5～（2014年、CBGKシブゲキ!!）
- KERA・MAP#006『グッドバイ』（2015年9月12日 - 9月27日、世田谷パブリックシアター / 北九州、新潟、大阪、松本、横浜）[76]
- 才原警部の終わらない明日（2015年11月30日 - 12月28日、世田谷パブリックシアター / 2016年1月5日 - 11日、梅田芸術劇場シアター・ドラマシティ）[77][78]
- SHINKANSEN☆R 「Vamp Bamboo burn〜ヴァン・バン・バーン〜」（2016年8月 - 10月、東京・大阪） - かぐや姫 役 [79]
- 陥没（2017年2月4日 - 26日、Bunkamuraシアターコクーン / 3月3日 - 6日、森ノ宮ピロティホール） - 瞳 役[80]
- 子供の事情（2017年7月8日 - 8月6日、新国立劇場 中劇場、三谷幸喜作・演出） - ゴーダマ 役[81]
- 近松心中物語（2018年1月10日 - 2月18日、新国立劇場 中劇場、いのうえひでのり・演出） - お亀 役[82]
- こまつ座第135回公演 日本人のへそ（2021年、紀伊國屋サザンシアターTAKASHIMAYA 作:井上ひさし 演出:栗山民也） - ヘレン天津 役
- 宝飾時計（2023年1月、東京芸術劇場他、大阪・佐賀・愛知・長野、作・演出:根本宗子）- 板橋真理恵 役[83]
- KERA CROSS 第5弾『骨と軽蔑』（2024年2月23日 - 3月23日、シアタークリエ / 3月27日 - 31日、博多座 / 4月4日 - 7日、サンケイホールブリーゼ、作・演出:ケラリーノ・サンドロヴィッチ）[84]
- 2025年劇団☆新感線 45周年興行・秋冬公演 チャンピオンまつり いのうえ歌舞伎『爆烈忠臣蔵〜桜吹雪 THUNDERSTRUCK』（2025年9月19日 - 23日〈予定〉、まつもと市民芸術館 / 10月9日 - 23日〈予定〉、フェスティバルホール / 11月9日 - 12月26日〈予定〉、新橋演舞場）[85]

### ラジオ
- MBSオレたちやってま〜す木曜日（2001年4月 - 2002年3月、MBSラジオ）
- MBSオレたちやってま〜す土曜日第1部（雨上がり班）（2002年4月 - 2003年3月、MBSラジオ）
- おしゃべりやってま〜す木曜日（2003年5月 - 2004年3月、K'z Station）
- オンテナ（2005年4月 - 2007年3月、TBSラジオ）

### CM
- スパワールド「スパプー」 - イメージキャラクター（2000年、関西ローカル）
- 競輪 - イメージキャラクター（2002年 - ）
- 日清食品
  - 「日清焼そばU.F.O.」 - 石井竜也と共演
  - 「江戸そば」「京うどん」（2005年11月 - ）[86]
- リクルート
  - 中古車専門誌「カッチャオ」
  - 「FromA」
  - 「ホットペッパーグルメ」（2018年11月 - ）[87]
- 資生堂
  - 「化粧惑星」 - 青木さやかと共演
  - 「専科」
- 松下電工 わが家見なおし隊
- ライオン
  - 「ビトイーン歯ブラシ」（2006年2月）
  - 「NANOX one」（2023年9月 - ） - 横浜流星、今田美桜と共演[88]。

- ビクターエンタテインメント「キロロのいちばんイイ歌あつめました」（2006年3月 - ）[89]
- サントリー
  - 「マグナムドライ」
  - 「金麦 ゴールド・ラガー」
  - 「196℃ザ・まるごとレモン」（2021年 - ）
- ダイハツ工業「タント」（2007年12月 - 2013年5月） - ユースケ・サンタマリアと共演
- サッポロビール「黒ラベル」 - 西田敏行と共演
- コジマ（2008年4月 - ）
- 任天堂「Wii Fit」
- 大日本除虫菊「キンチョー 蚊に効くカトリス」
- ゼンショー「すき家 ねぎ玉牛丼・おろしポン酢牛丼・3種のチーズ牛丼」
- 大塚製薬「ソイカラ（SoyCarat）」原田泰造、加部亜門、平泉成と共演
- キリンビール
  - 「キリンチューハイ ビターズ」（2014年9月12日 - ） [90]
  - 「一番搾り」（2018年9月 - ）[91]
- ロッテ「オーラテクトガム」（2015年8月 - ）[92]
- 味の素
- 「Cook Do」『きょうの大皿』シリーズ（2016年11月 - ）[93]
- 具たっぷり味噌汁（2019年5月 - ）
- ユニ・チャーム「チャームナップ 吸水さらフィ」（2017年4月 - ）[94]
- 大正製薬「コーラックハーブ」（2017年4月 - ）[95]
- スカパーJSAT「スカパー!」（2018年10月 - ）[96]
- グラクソ・スミスクライン・コンシューマー・ヘルスケア・ジャパン
  - 「シュミテクト 歯周病ケア」（2019年9月 - ）[97]
  - 「シュミテクト 歯周病ケア ナチュラルハーブ」（2020年9月 - ）[98]
- Honda「フリード」（2019年10月18日 - ） - 東出昌大と共演。
- プラスアルファ・コンサルティング「Talent Palette（タレントパレット）」（2021年1月 - ） - 杉本哲太、佐藤二朗と共演[99][100][101][102]
- ソフトバンク 学割HERO’S（2021年1月 - ） - 松本人志、寺田心、千鳥と共演[103][104][105]
- アフラック生命保険「生きる」を創るがん保険 WINGS（2022年8月 - ） - 櫻井翔、鈴木浩介、奥貫薫と共演[106]
- SPRIX 森塾「育つ自信」篇（2022年11月 - ）[107]
- Y!mobile（2022年 - ） - 出川哲朗、芦田愛菜と共演[108]。
- ニトリ（2024年9月 - ）[109]

### 音楽
- TOMORROW（2001年11月14日発売、ソニーレコード） - メモリーキャッツ名義

### PV
- サザンオールスターズ「涙の海で抱かれたい 〜SEA OF LOVE〜」（2003年）
- サザンオールスターズ「恋のブギウギナイト」（2024年）[110]

### 劇場アニメ
- それいけ!アンパンマン 鉄火のマキちゃんと金のかまめしどん（2002年7月13日公開） - きのこちゃん 役[111]
- 茄子 アンダルシアの夏（2003年、高坂希太郎） - カルメン 役[112]
- 映画 えんとつ町のプペル（2020年12月25日公開） - ローラ 役[113]

### ゲーム
- コンバットクイーン（2002年、タイトー） - マキ 役
- 007 ナイトファイア（2003年、PlayStation 2専用ソフト） - マキコ・ハヤシ役（日本語吹き替え）

### 吹き替え
- ワイルド・スピードX2（2003年） - スーキー（デヴォン青木）役
- ヴァン・ヘルシング（2004年） - アリーラ（エレナ・アナヤ） 役 ※劇場公開版
- シャーク・テイル（2005年） - ローラ（アンジェリーナ・ジョリー） 役
- ムーラン（2020年） - 魔女シェンニャン（コン・リー） 役[114]

### ナレーション
- NONFIX「アロハ桜〜ハワイ日系二世兵士からの贈り物〜」（2005年8月10日、フジテレビ）
- ザ・ノンフィクション「銀座の夜は いま… 菜々江ママの天国と」（2020年5月8日、フジテレビ）
- ザ・ノンフィクション「銀座の夜は いま…2 ～菜々江ママとコロナの1年～」（2021年5月2日、フジテレビ）

### インターネット
- エセ肉食女の恋愛事情（2011年5月20日 - ・全12話、エイベックス / BeeTV） - 主演・浅田まどか 役
- 地面師たち（2024年7月25日 - 、Netflix） - 麗子 役[115]
- 海星のクラッチ日誌（2025年3月30日・4月6日〈予定〉、Hulu） - 秋葉綾子 役[116]

## 受賞歴
2002年
- 第40回ゴールデン・アロー賞 話題賞

2008年
- 第30回ヨコハマ映画祭 主演女優賞（『接吻』）
- 第63回毎日映画コンクール 女優主演賞（『接吻』）
- 第18回日本映画批評家大賞 主演女優賞（『接吻』）
- 第18回日本映画プロフェッショナル大賞 主演女優賞（『接吻』）
- 第5回COTTON USAアワード2008 - Mrs.COTTON USA

2009年
- 第23回高崎映画祭 最優秀主演女優賞（『接吻』）

2012年
- 第35回日本アカデミー賞 優秀助演女優賞（『八日目の蟬』）
- 第85回キネマ旬報ベスト・テン 助演女優賞（『八日目の蝉』『RAILWAYS 愛を伝えられない大人たちへ』）

2014年
- 第31回ベストジーニスト2014 - 協議会選出部門

2016年
- 第23回読売演劇大賞 最優秀女優賞（『グッドバイ』）
- 第89回ザテレビジョンドラマアカデミー賞 助演女優賞（『世界一難しい恋』）

2017年
- 第20回日刊スポーツ・ドラマグランプリ 助演女優賞（『世界一難しい恋』）
- 第93回ザテレビジョンドラマアカデミー賞 助演女優賞（『母になる』）
- 第8回コンフィデンスアワード・ドラマ賞 助演女優賞（『母になる』）

2020年
- 第103回ザテレビジョンドラマアカデミー賞 助演女優賞（『俺の話は長い』）

2023年
- 第31回橋田賞（『鎌倉殿の13人』）
- 美的ベストコスメ大賞 - 美的GRAND ベストビューティウーマン

## 作品

### 写真集
- 恋写 （1999年5月、テイ・アイ・エス） ISBN 978-4-88618-197-8
- Eiko （1999年10月、宝島社） ISBN 978-4-7966-1605-8
- b. （2000年5月、ワニブックス） ISBN 978-4-8470-2569-3
- Lunatic （2001年2月、ハウスバンク） ISBN 978-4-89461-610-3
- honeydew （2001年5月、アクアハウス） ISBN 978-4-86046-001-3
- 月刊 小池栄子 （2001年6月、新潮社） ISBN 978-4-10-790085-2
- E （2001年10月、集英社） ISBN 978-4-08-780336-5
- IBIZAxTOKYO （2001年11月、ポニーキャニオン） ISBN 978-4-594-03304-0
- ザッツグラビアxNGグラビア （2002年8月、講談社） ISBN 978-4-06-330176-2
- ポケットに小池栄子 （2003年1月、講談社） ISBN 978-4-06-256698-8
- Paraiso Guadalajara,Tequila y Costa Alegre （2003年12月、講談社） ISBN 978-4-06-172346-7
- digi+KISHIN girl （2004年12月、小学館） ISBN 978-4-09-103213-3

### VHS・DVD
- cure （1999年、ポニーキャニオン）
- Final Beauty （2000年、竹書房）
- With… （2001年）
- G-Taste （2001年、キングレコード）
- Salty Dog （2001年、アクアハウス）
- Too （2001年、ポニーキャニオン）
- Hot （2001年、ポニーキャニオン）
- 小池栄子 （2002年、h.m.p）
- Moon Valley （2002年、ラインコミュニケーションズ）
- カバーガールズ （2003年、コロムビアミュージックエンタテインメント）
- ON/OFF （2003年、パイオニアLDC）
- Far East （2003年、イーネット・フロンティア）
- digi+KISHIN DVD （2004年、ポニーキャニオン）

### 著書
- 小池の胸のうち がんばるの、やめてみます（2007年9月、実業之日本社、ISBN 978-4-408-10704-2）[注 2]